# Kumasi Metropolitan District
Kumasi Metropolitan District är ett distrikt i Ghana.   Det ligger i regionen Ashantiregionen, i den södra delen av landet, 200 km nordväst om huvudstaden Accra.